# Lee Seung-Yeoul
Lee Seung-Yeoul, född 6 mars 1989 i Bucheon, Sydkorea, är en sydkoreansk före detta fotbollsspelare.